# Setor circular

O setor menor está sombreado em verde, enquanto o setor maior está sombreado em branco

Um setor circular (símbolo: ⌔) é a parte de um círculo (uma região fechada delimitada por uma circunferência) delimitada por dois raios e um arco, sendo a área menor conhecida como setor menor e a maior como setor maior.  No diagrama, θ é o ângulo central, r o raio da circunferência e L é o comprimento do arco do setor menor.
O ângulo formado pela conexão dos pontos finais do arco a qualquer ponto da circunferência que não esteja no setor é igual à metade do ângulo central.

## Cálculo da área em função do ângulo central
Seja θ o ângulo central, em radianos, e {\displaystyle r} o raio. A área total de um círculo é {\displaystyle \pi r^{2}}. A área do sector pode ser obtida multiplicando-se a área total do círculo pela razão entre θ e {\displaystyle 2\pi }, já que a área do sector é diretamente proporcional ao ângulo:
{\displaystyle A=\pi r^{2}\cdot {\frac {\theta }{2\pi }}=r^{2}\left({\frac {\theta }{2}}\right)={\frac {1}{2}}r^{2}\theta .}
Também, se θ refere-se ao ângulo central em graus, uma fórmula similar pode ser derivada:
{\displaystyle A=\pi r^{2}\cdot {\frac {\theta }{360^{\circ }}}}

## Cálculo da área em função do comprimento do arco
O comprimento, {\displaystyle L}, do arco de um sector é dado pela seguinte fórmula:
{\displaystyle L=\left(\pi \cdot r\cdot {\frac {\theta }{180^{\circ }}}\right)}
onde θ está em graus. Quando θ estiver em radianos, a fórmula anterior pode ser reescrita como
{\displaystyle L=\theta r}
Dessa forma, substituindo o valor de L encontrado acima na fórmula para o cálculo da área, podemos obter a área do setor circular em função de tal comprimento, conforme a seguinte equação:
{\displaystyle A=\pi r^{2}\cdot {\frac {L}{2\pi r}}={\frac {r\cdot L}{2}}}